# أبو عمر الكويتي
أحمد ناصر عيد عبد الله الفجري العزيمي، المعروف أيضاً باسم أبو عمر الكويتي وأبو زيد (1972 – 16 فبراير 2005) كان مواطناً كويتياً وعميلًا مشتبهًا به لتنظيم القاعدة، عمل أولاً في أفغانستان ثم في الشيشان والمنطقة الأوسع في القوقاز.

## السيرة الذاتية
عمل أبو زيد كممثل كويتي في برامج الأطفال التلفزيونية، حتى تحول إلى الدين وبدأ يعمل إماماً في مسجد صفوان بن أميّة في مدينة الكويت، لكنه طُرد لاحقًا لجمعه التبرعات من المصلين بطريقة غير قانونية. في عام 1998 توجه لأول مرة إلى أفغانستان حيث تدرب في معسكر الفرقة التابع لتنظيم القاعدة، ثم في أكتوبر 1999 انتقل إلى الشيشان. اتهمته الحكومة الروسية بالمسؤولية عن عدة هجمات إرهابية، بما في ذلك تورطه في تنظيم أزمة رهائن مدرسة بسلان.
في 16 فبراير 2005، توفي أبو زيد بعد أن حاصرته قوات خاصة روسية في منزله الآمن في إنغوشيا. كان متزوجاً من امرأة شيشانية وله منها ولدين على قيد الحياة.